# Aşağıkardeşli, Diyadin
Aşağıkardeşli là một xã thuộc huyện Diyadin, tỉnh Ağrı, Thổ Nhĩ Kỳ. Dân số thời điểm năm 2011 là 206 người.